# IC 41
IC 41 ist eine irreguläre Zwerggalaxie vom Hubble-Typ Irr im Sternbild Walfisch südlich der Ekliptik. Sie ist schätzungsweise 179 Millionen Lichtjahre von der Milchstraße entfernt und hat einen Durchmesser von etwa 20.000 Lj. 

Im selben Himmelsareal befindet sich u. a. die Galaxie NGC 178, NGC 187, NGC 207, NGC 210.
Das Objekt wurde am 26. August 1892 vom französischen Astronomen Stéphane Javelle entdeckt.